# Allodia silvatica
Allodia silvatica är en tvåvingeart som först beskrevs av Landrock 1912.  Allodia silvatica ingår i släktet Allodia och familjen svampmyggor. Arten är reproducerande i Sverige. Inga underarter finns listade i Catalogue of Life.